# 天津增四
天鵝座25，又名BD+36 3806，HD 189687、SAO 69231、HR 7647，是天鵝座的一颗恒星，视星等为5.19，位于銀經73.07，銀緯3.76，其B1900.0坐标为赤經19h 56m 15.1s，赤緯+36° 3.76′ 7″。